# Prnjavor Lepavinski
Prnjavor Lepavinski falu Horvátországban Kapronca-Kőrös megyében. Közigazgatásilag Sokolovachoz tartozik.

## Fekvése
Kaproncától 13 km-re délnyugatra, községközpontjától 3 km-re északnyugatra a  Kemléki-hegység keleti lejtőin fekszik.

## Története
A falunak 1857-ben 38, 1910-ben 125 lakosa volt. Trianonig Belovár-Kőrös vármegye Kaproncai járásához tartozott. 2001-ben a falunak 67 lakosa volt.

## Külső hivatkozások
Sokolovac község hivatalos oldala